# Seitenalm
Die Seitenalm ist eine Alm im Ortsteil Törwang der Gemeinde Samerberg.
Drei Almhütten der Seitenalm stehen unter Denkmalschutz und sind unter der Nummer D-1-87-172-72 in die Bayerische Denkmalliste eingetragen.

## Baubeschreibung
Ein Gebäude der Seitenalm ist ein eingeschossiger, einseitig abgeschleppter Flachsatteldachbau mit verputztem Bruchsteinmauerwerk. Der Giebel und der Kniestock sind verschalt und die Tür hat ein schmiedeeisernes Fenstergitter. Die Firstpfette ist mit dem Jahr 1770 bezeichnet.
Ein weiteres Gebäude ist ein eingeschossiger Flachsatteldachbau mit geschlämmtem Bruchsteinmauerwerk. Giebel und Kniestock sind ebenfalls verschalt. Das Gebäude entstand im 18. Jahrhundert.
Das dritte Gebäude ist ebenfalls ein eingeschossiger Flachsatteldachbau mit unverputztem Bruchsteinmauerwerk und einem verschalten Giebel. Im Kern stammt das Gebäude auch aus dem 18. Jahrhundert, wurde jedoch stark erneuert.

## Heutige Nutzung
Die Seitenalm wird landwirtschaftlich genutzt.

## Lage
Die Seitenalm befindet sich westlich unterhalb der Hochries auf einer Höhe von 1370 m ü. NN.